# Eles (filme)
Eles (em francês:  Ils)  é um filme francês de 2006, dos gêneros suspense e terror, coescrito e codirigido por David Moreau e Xavier Palud.

## Sinopse
Clémentine e Lucas são franceses que vivem em Bucareste, na Romênia. Ela dá aulas de francês, ele é escritor. O casal mora numa enorme e velha casa afastada do centro da cidade. Um local calmo e tranqüilo, até que certa noite Clémentine ouve um barulho no andar de baixo da casa. Assustada, ela acorda o marido. Eles estão atacando furiosamente e querem apenas brincar e apavorar.

## Elenco
- Olivia Bonamy ... Clémentine
- Michaël Cohen ... Lucas
- Adriana Mocca ... Ilona (como Adriana Moca)
- Maria Roman ... Sanda